# Hunderdorf
Hunderdorf è un comune tedesco di 3 250 abitanti, situato nel land della Baviera.